# 袁瓊瓊
袁瓊瓊（1950年11月25日—），台灣作家、編劇，也以筆名朱陵寫作詩歌。

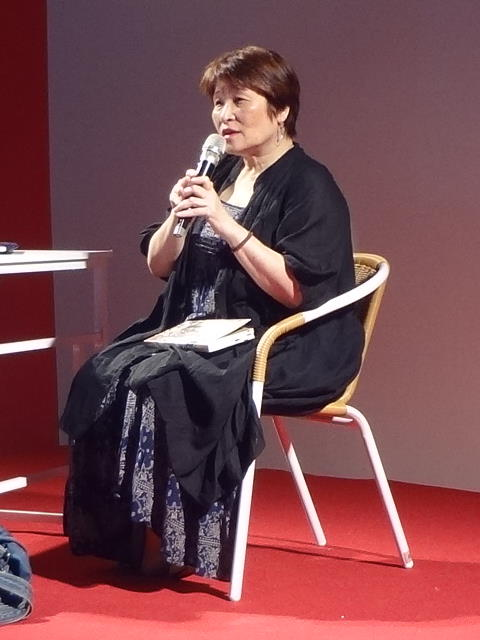
袁瓊瓊在2013年（第一屆）華文朗讀節

## 經歷
1950年出生於台灣新竹，籍貫四川眉山。畢業於台南商職，曾在《創作月刊》做過一個月編輯，這是她一生唯一的職業紀錄。1986年，與趙玉峯擔任中視連續劇《家和萬事興》編劇。1987年，擔任台視綜藝節目《佛跳牆》（童安格與陶君薇主持，共7集，播出期間：1987年4月9日至1987年5月21日，每週四21:30～22:30）製作人。1989年，獨任中視連續劇《把愛找回來》編劇，與劇作家朱永崑擔任台視連續劇《又見郵差來按鈴》編劇。1993年，擔任中視連續劇《無盡的愛》編劇。
2008年5月—6月於清雲科技大學擔任駐校作家，目前專事寫作。
二十歲時與詩人管管結婚，之後勤於寫作，連續六年獲得聯合報文學獎小說及散文獎。三十五歲時與管管離婚，育有一子一女。後來和朱永崑在一起二十年，同樣育有一子，因朱永崑外遇分手。
袁瑤瑤為其妹，阮義忠為其妹夫。

## 出版作品

### 著作[1]
- 1967年	第一篇小說〈路〉刊於臺灣省立臺南商業職業學校校刊《南商青年》。
- 1971年	以「朱陵」筆名創作現代詩，〈冬天〉六首發表於《水星詩刊》。
- 1977年	為《三三集刊》寫專欄「清平樂」。
- 散文〈說嬰兒〉入選中外文學散文徵選佳作。
- 1978年	〈等待一個生命〉獲聯合報小說獎佳作
- 1979年	〈小人兒〉獲聯合報小說獎佳作
- 〈小人兒〉收入《一九七九臺灣小說選》
- 小說集《春水船》由皇冠雜誌社出版。第一本小說集出版。
- 為《民眾日報》寫「花拳繡腿」專欄。
- 1980年	〈自己的天空〉獲得聯合報小說獎首獎。
- 〈自己的天空〉入選爾雅出版社版年度小說選
- 1981年	開始以筆名「朱陵」寫童話。
- 散文集《紅塵心事》由爾雅出版社出版。
- 在《時報周刊》家庭別冊上寫「四女專欄」。
- 〈老屋三十年〉獲聯合報徵文首獎。
- 小說集《自己的天空》由洪範書店出版。
- 〈自己的天空〉改編為電視劇。首次編寫劇本。
- 1982年	〈媽媽〉入選聯合報小說獎。
- 與管管赴美國參加國際寫作計畫。
- 為《民生報》兒童版寫「IQ零蛋」專欄。
- 為《女性》雜誌寫「民歌手」專欄。
- 1983年	散文集《隨意》由洪範書店出版。（民國72年2月）
- 小說集《兩個人的事》由洪範書店出版。
- 應《美洲中國時報》主編周浩正之邀寫極短篇「掌中小說」，是寫作極短篇開端。
- 在《民生報》上寫專欄「大城小調」。
- 為《真善美》雜誌撰寫電影筆記。
- 任《創作月刊》編輯。
- 寫劇本〈陪他一段〉及〈媽媽〉劇本。
- 1984年	編劇本〈煤球〉（張小鳳原著，收入《愛別離》中）
- 〈滄桑〉獲得時報文學獎首獎。
- 在儂儂雜誌寫連仔小說〈又涼又暖的季節〉。
- 洪範書店重印《春水船》小說集。
- 小說集《滄桑》由洪範書店出版。（初版74年2月）
- 為臺視編寫閩南語連續劇《緣到情也到》（部分）。
- 1985年	編寫中視單元劇《秋水伊人》（部分），中視「金獎劇場」單元劇《大城小調》」十七集及中視單元劇《沸點》、《兩個人的事》。
- 《又涼又暖的季節》由林白出版社出版。
- 1986年	《青春的天空》（訪問集）由李白出版社出版。
- 1987年	為聯合報副刊寫連載小說《今生緣》。
- 1988年	《袁瓊瓊極短篇》由爾雅出版社出版。（民國77年2月5日初版）
- 聯合文學出版《今生緣》長篇小說。 （9月15日初版）
- 1989年	《蘋果會微笑》由洪範書店出版。 （9月出版）
- 1990年	《情愛風塵》由洪範書店出版。 （9月出版）
- 1998年	時報文化出版《恐怖時代》。
- 2000年	與潘寧東合著中廣廣播劇改編小說《多情累美人：郁達夫、王映霞的時代苦戀》由聯經出版公司出版。（12月出版）
- 2003年	《食字癖者的札記》由三民書局出版。 （2月出版）
- 2006年	《孤單情書》由印刻出版公司出版。 （12月出版）
- 印刻文學生活誌 4月號／2006第32期：袁瓊瓊特輯。其中收錄《孤單情書》部分及《地獄是別人》片段
- 2007年	《繾綣情書》由印刻出版公司出版。 （2月出版）
- 《冰火情書》由印刻出版公司出版。 （3月出版）
- 《曖昧情書》由印刻出版公司出版。 （7月出版）
- 2009年	《或許，與愛無關》由九歌出版社出版。 （4月出版）
- 2014年	散文集《看》由麥田出版公司出版。 （10月2日出版）
- 2015年	散文集《滄桑備忘錄》由九歌出版社出版。 （4月1日出版）
- 2016年	其短篇小說作品〈蛞蝓和它的鹽〉收錄在2016年3月九歌出版社《九歌104年小說選》之中，由童偉格主編。
- 散文集《禁忌拼圖》由九歌出版社出版。 （5月出版）

## 獲獎
- 中外文學散文獎
- 聯合報文學獎小說獎
- 聯合報徵文散文首獎
- 時報文學獎首獎

## 參註
1. ↑  . （原始内容存档于2021-12-31）.

## 外部連結
- 袁瓊瓊的Facebook專頁
- 袁瓊瓊在互联网电影资料库（IMDb）上的資料（英文）
- 袁瓊瓊在香港影庫上的簡介
- 袁瓊瓊在豆瓣上的资料（简体中文）
- 袁瓊瓊在时光网上的簡介（简体中文）
- 台灣作家作品目錄資料庫——袁瓊瓊 （页面存档备份，存于）